# 皮恩·桑德斯
皮恩·桑德斯（荷蘭語：Pien Sanders，1998年6月11日—），荷兰女子曲棍球运动员。她曾代表荷兰国家队参加2020年和2024年夏季奥林匹克运动会曲棍球比赛，获得二枚金牌。